# Moje fado
Moje fado (zapis stylizowany: Moje Fado) – ósmy studyjny album polskiego wokalisty, Marka Dyjaka. Płytę wydała 7 października 2011 spółka Agora SA. 
Na albumie znalazły się utwory znane już z wcześniejszej dyskografii Dyjaka – jedynym wyjątkiem jest zamykająca płytę piosenka „Z ruchu moich ust”. Do utworu „Człowiek (Złota ryba)” podczas koncertu premierowego został nagrany teledysk.
W maju 2021 Moje fado uzyskał status złotej płyty w Polsce.

## Lista utworów
Opracowano na podstawie materiału źródłowego.
| 01. | „Dziwna okolica” sł. Ewa Andrzejewska, muz. M. Dyjak; wcześniej na albumie Teraz (2010)                                               |  |
|     | |  |
| 02. | „Po tamtej stronie” sł. i muz. Jacek Musiatowicz; wcześniej na albumach Dyjak od wschodu (1998), W samą porę (2001) i Ostatnia (2004) |  |
|     | |  |
| 03. | „Durna miłość” sł. i muz. Piotr Bukartyk; wcześniej na albumach Dyjak od wschodu (1998), W samą porę (2001) i Ostatnia (2004)         |  |
|     | |  |
| 04. | „Człowiek (Złota ryba)” sł. Jacek Bieleński, muz. M. Dyjak; wcześniej na albumie Teraz (2010)                                         |  |
|     | |  |
| 05. | „Jednym szeptem” sł. i muz. Mirosław Czyżykiewicz; wcześniej na albumach Dyjak od wschodu (1998) i Ostatnia (2004)                    |  |
|     | |  |
| 06. | „Nie będziesz” sł. i muz. Tomasz Wachnowski; wcześniej na albumie Teraz (2010)                                                        |  |
|     | |  |
| 07. | „Golgota” sł. i muz. Robert Kasprzycki; wcześniej na albumie Teraz (2010)                                                             |  |
|     | |  |
| 08. | „Piosenka w samą porę” sł. i muz. Jan Kondrak; wcześniej na albumach Dyjak od wschodu (1998), W samą porę (2001) i Jeszcze raz (2009) |  |
|     | |  |
| 09. | „Rebeka” sł. Andrzej Włast, muz. Zygmunt Białostocki; wcześniej na albumie Teraz (2010)                                               |  |
|     | |  |
| 10. | „To ostatnia niedziela” sł. Jerzy Petersburski, muz. Zenon Friedwald; wcześniej na albumie Ostatnia (2004)                            |  |
|     | |  |
| 11. | „Z ruchu moich ust” sł. i muz. Robert Kasprzycki                                                                                      |  |
|     | |  |